# Kašna na Karlínském náměstí
Kašna na Karlínském náměstí v Karlíně v Praze je umístěna uprostřed parku před kostelem svatého Cyrila a Metoděje. Je chráněna jako nemovitá kulturní památka České republiky.

## Historie
Kašna byla postavena v roce 1862 při založení Karlínských sadů. Povodeň v roce 2002 ji poničila a kašna byla ve špatném technickém stavu. Při rekonstrukci parku v roce 2015 byla opravena.

## Popis
Mramorová kašna připomíná drobné renesanční kašny palácových zahrad. Stojí uprostřed bazénu a je tvořena spodní větší a horní menší kruhovou mušlí.  Na mramorovém stojanu vodní nádržky jsou vyryta jména zakladatelů karlínských sadů Daňka, Riedla a Götzla.